# Jules Dalou
Aimé-Jules Dalou (ur. 31 grudnia 1838 w Paryżu, zm. 15 kwietnia 1902 tamże) – francuski rzeźbiarz, przedstawiciel naturalizmu w rzeźbie francuskiej.

## Życiorys
Studiował w École nationale supérieure des beaux-arts w Paryżu. Był opiekunem zbiorów Luwru podczas Komuny Paryskiej, po upadku której, w latach 1871–1979, przebywał na emigracji w Londynie. Tam jego opisowy naturalizm i sposób narracji były podziwiane przez angielskich kolekcjonerów i artystów, a poprzez swoje wykłady w South Kensington School of Art wywarł wpływ na młodych artystów. Po powrocie do kraju pracował nad pomnikiem Triumf Republiki oraz niezrealizowanym projektem Pomnika Pracy. Jest autorem pomnika Eugène Delacroix oraz rzeźby nagrobnej zamordowanego liberalnego dziennikarza Victora Noira (1890; cmentarz Père-Lachaise), będącej jednym z najbardziej poruszających pomników sepulkralnych XIX wieku.

## Twórczość
Tworzył głównie rzeźby o tematyce rodzajowej i popiersia portretowe. Wśród francuskich rzeźbiarzy swojego pokolenia Dalou zajmuje drugie miejsce po Rodinie. Jego prace były bardziej konwencjonalne niż Rodina, czasami używał heroicznego języka i alegorycznych środków tradycji barokowej.
Jego prace są w zbiorach Musée du Petit Palais w Paryżu.

## Galeria

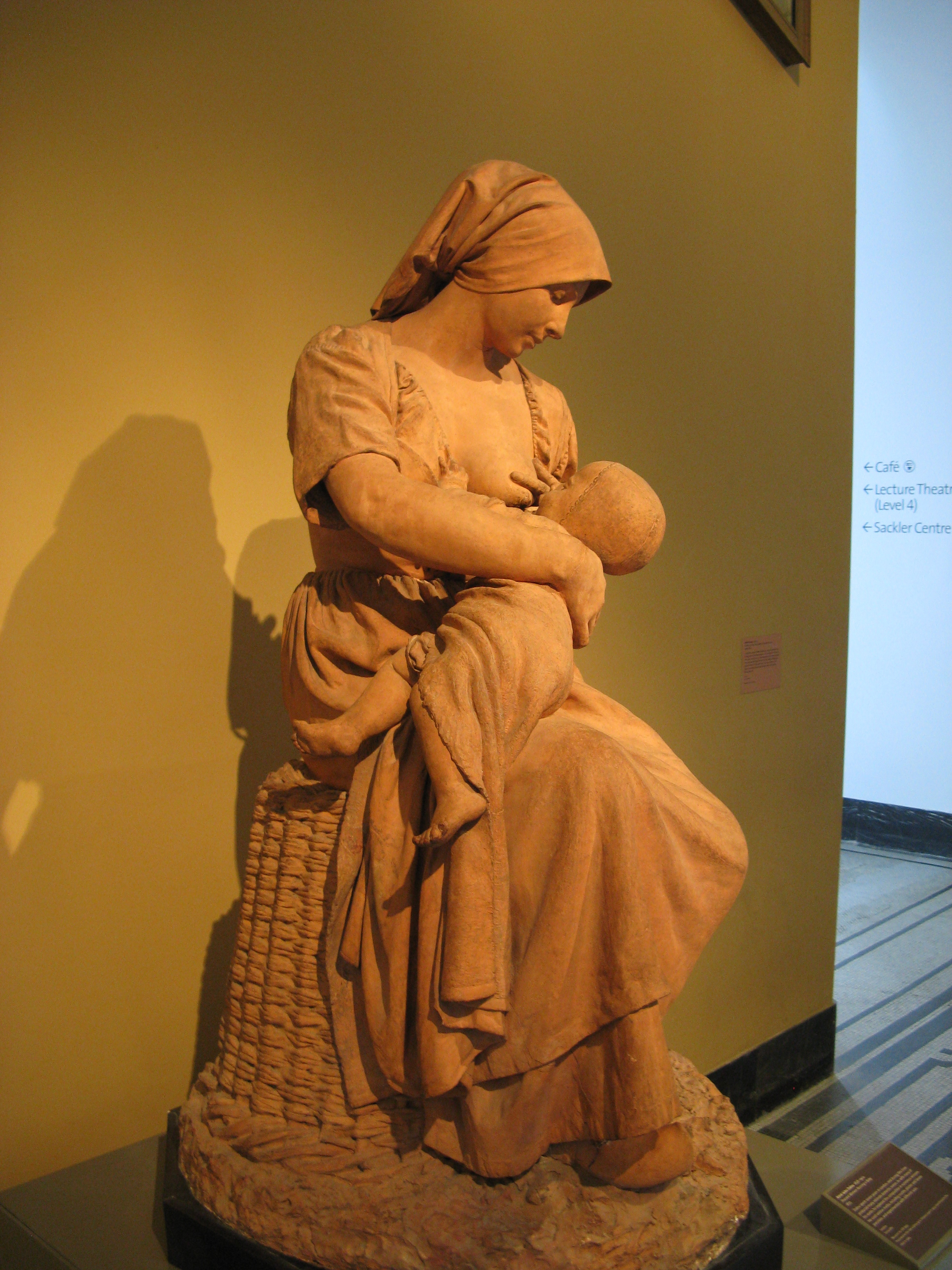
La Paysanne française allaitant, 1871, Muzeum Wiktorii i Alberta, Londyn
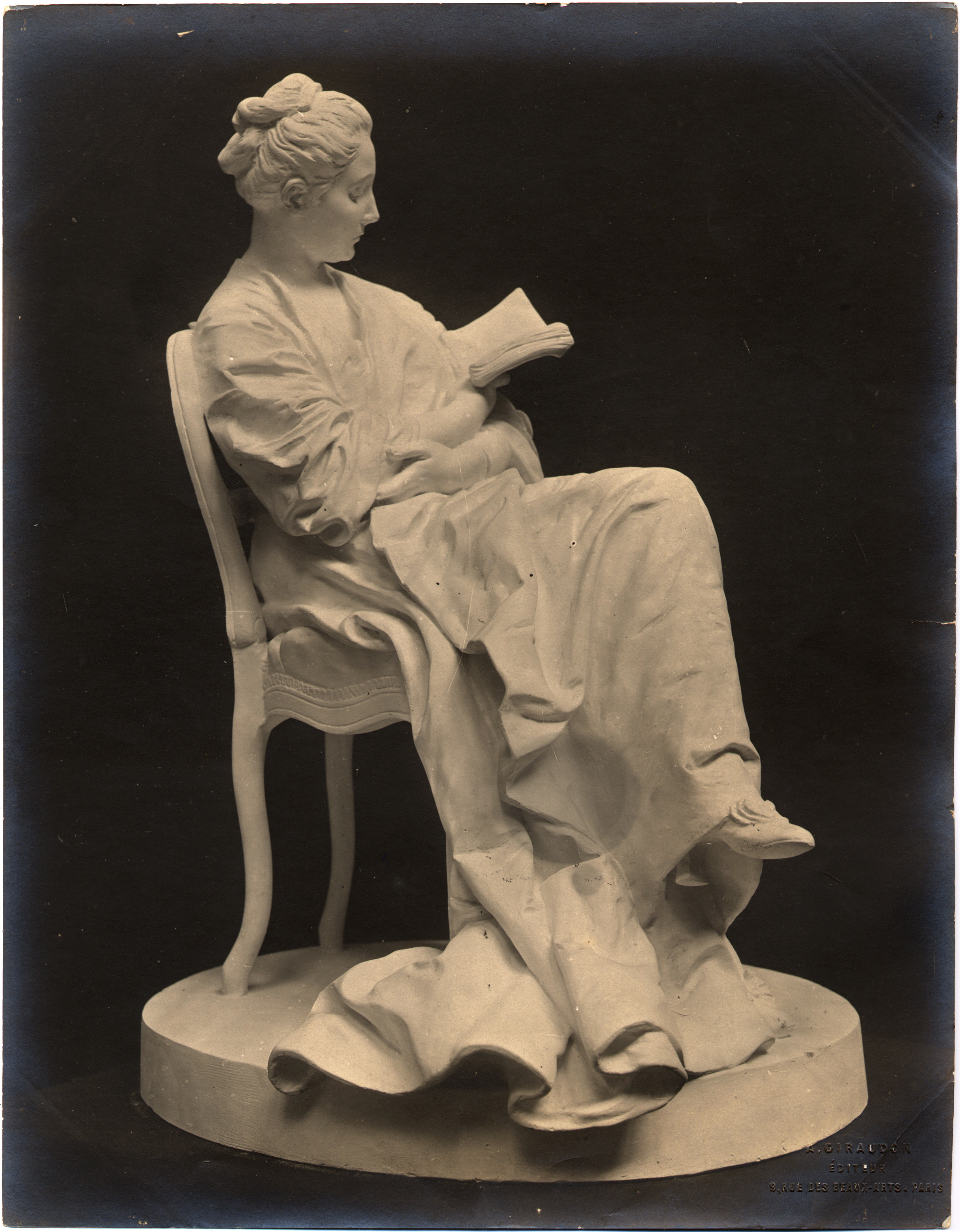
La Liseuse, 1871–1879, Petit Palais, Paryż
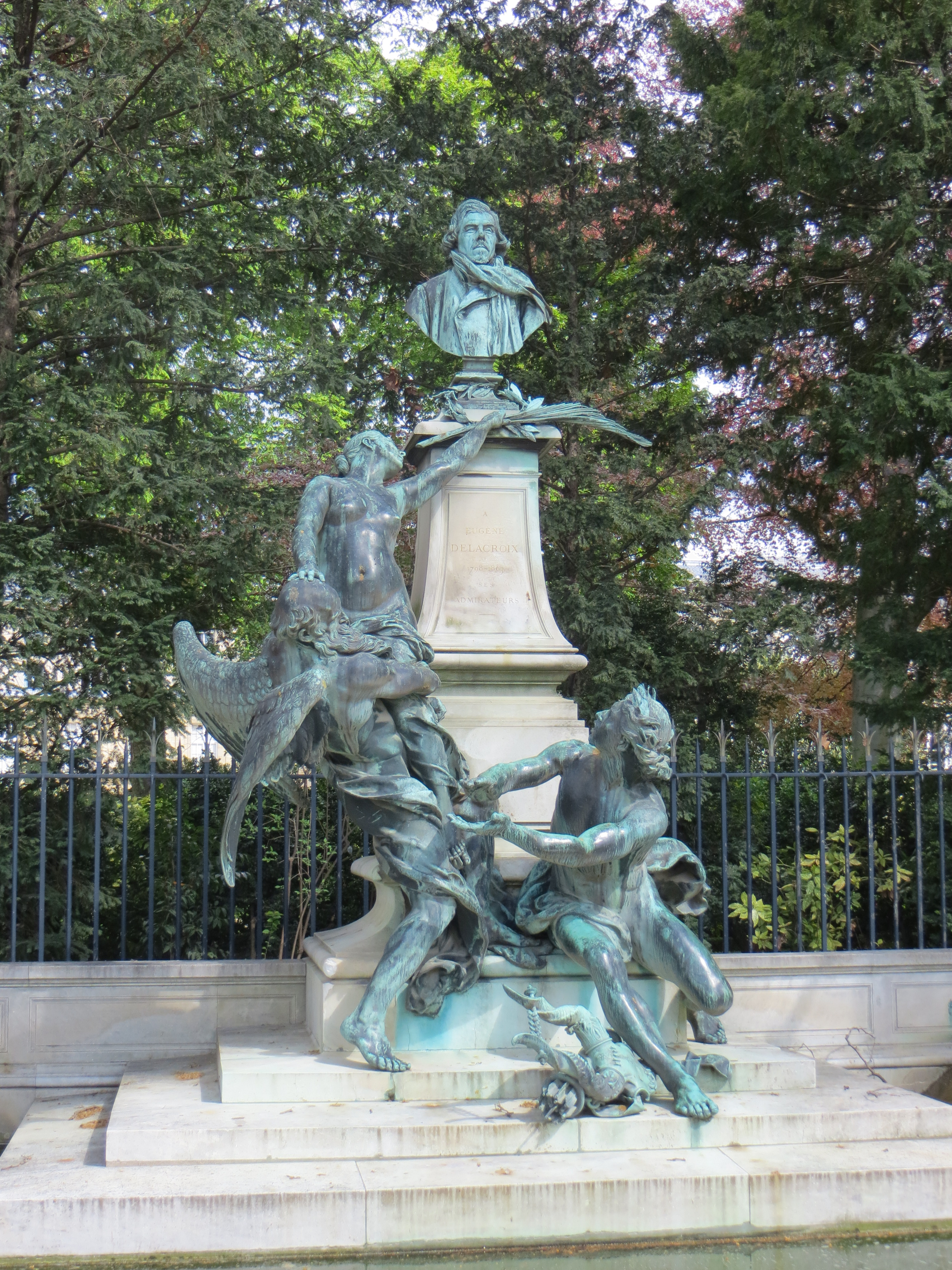
Pomnik Julesa Delacroix, 1890, Ogród Luksemburski, Paryż
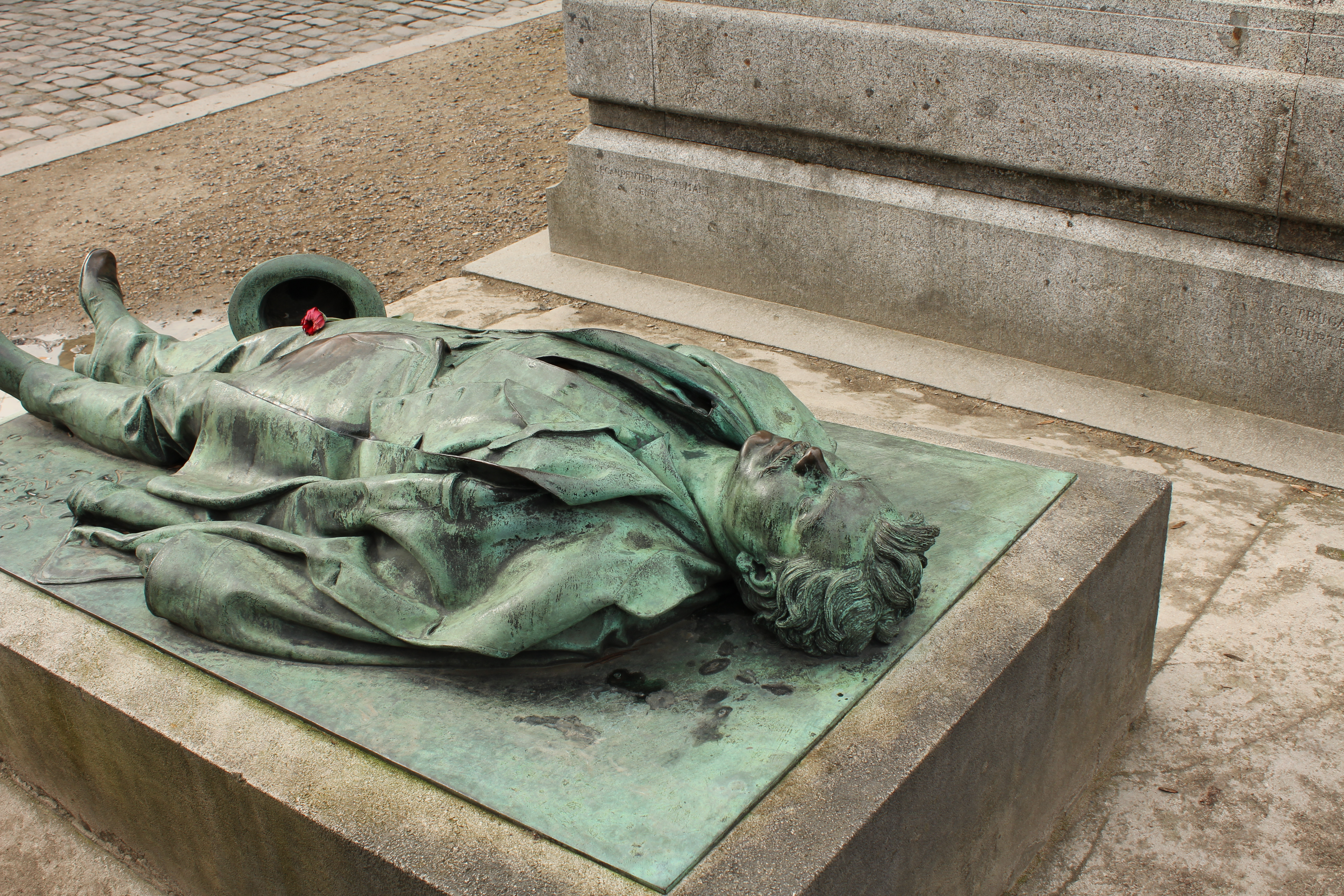
Nagrobek Victora Noira, 1890, cmentarz Père-Lachaise, Paryż
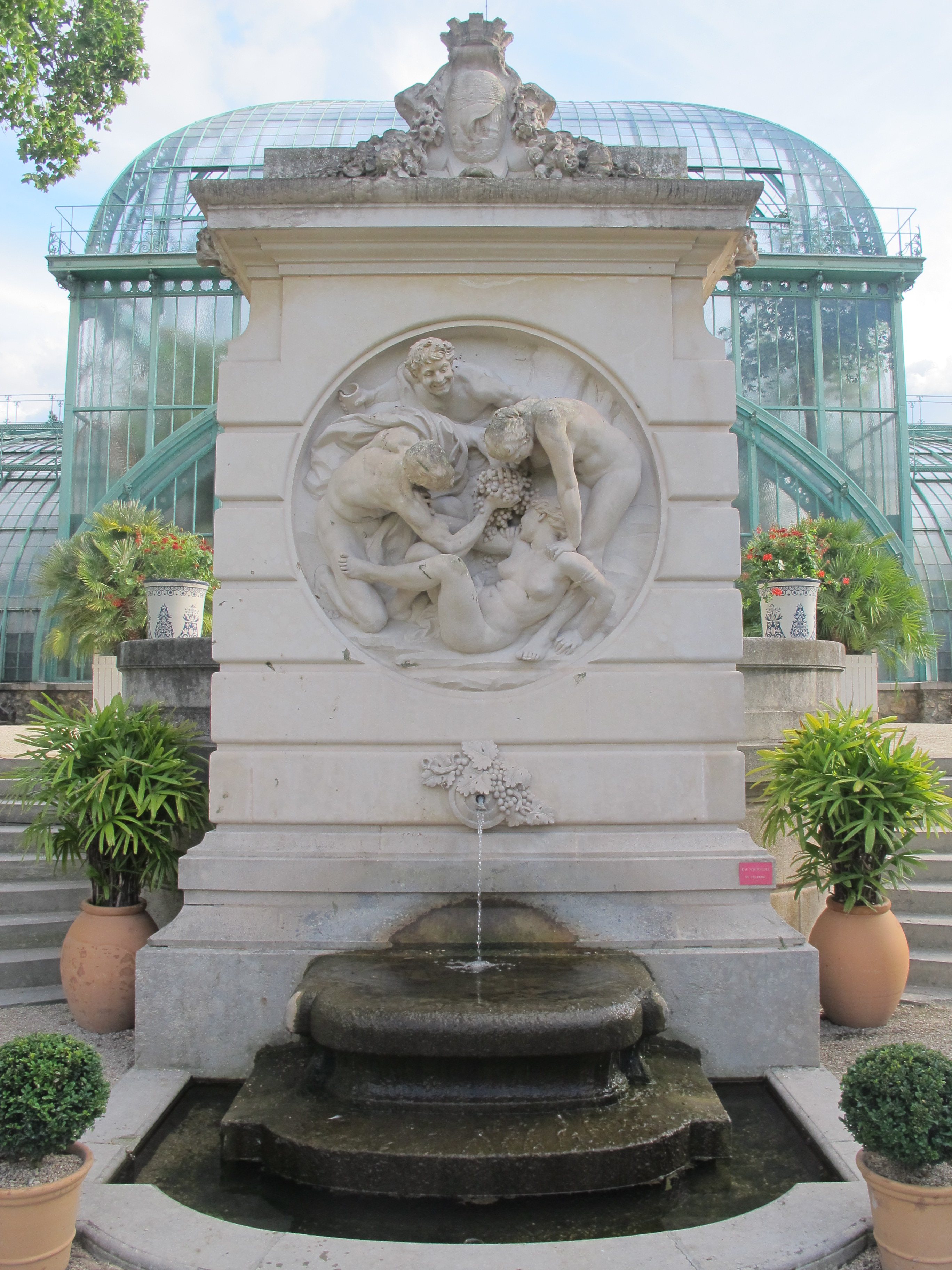
Fontanna Triomphe de Bacchus, 1898, Jardin des Serres d'Auteuil, Paryż
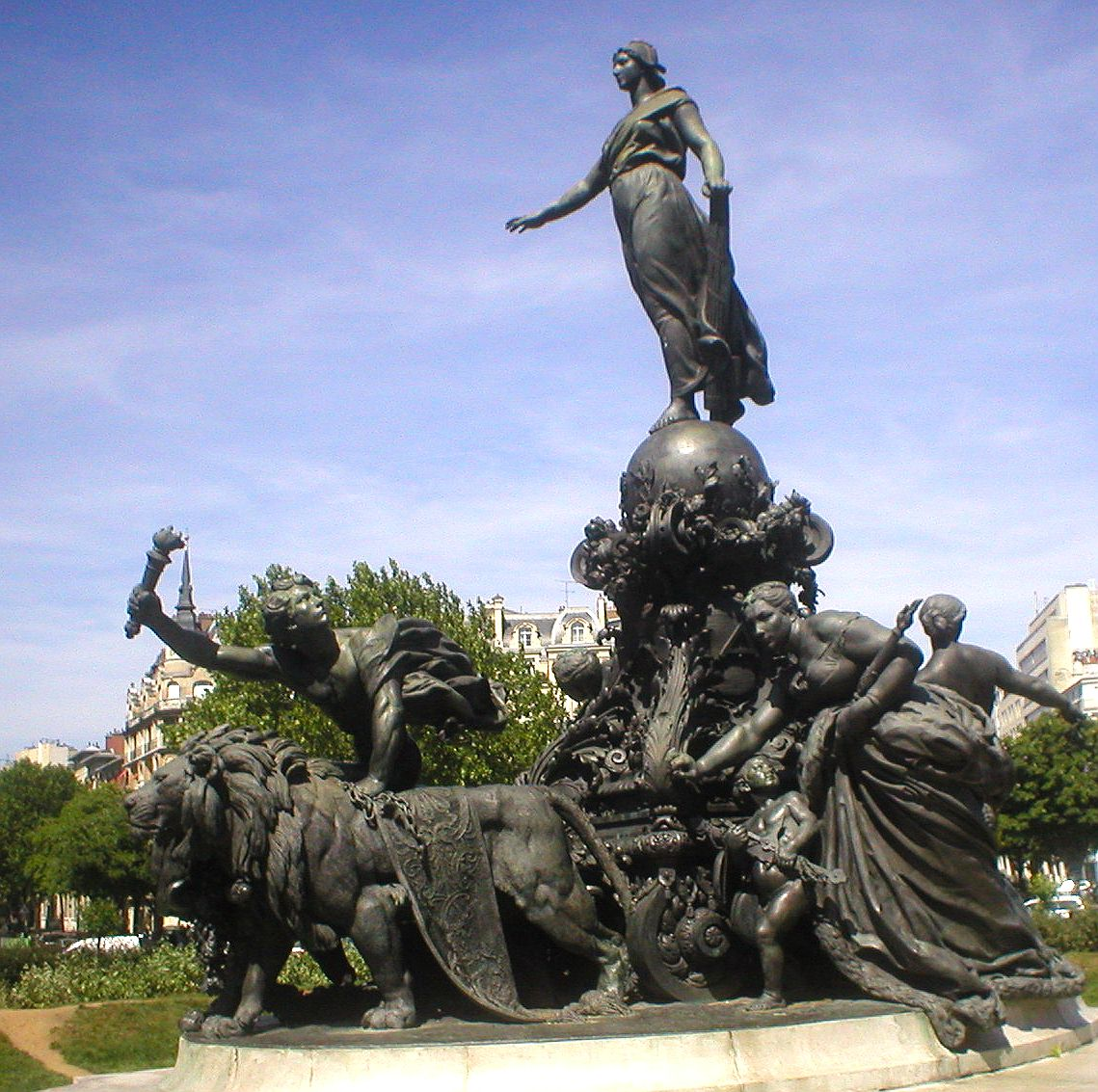
Triumf Republiki, 1899, Plac Narodu, Paryż